# Derna (stad)
Derna of Darnah (Arabisch: درنة, IPA: [ˈdɜrnə]) is een havenstad in het oosten van Libië. Het is de hoofdplaats van de gelijknamige gemeente Derna in Libië. Derna telde in 2006 81.174 inwoners op een oppervlakte van 4908 km².

## Geografie

### Regio
De stad ligt op een hoogte van 26 à 27 meter in de vruchtbare hoogvlakte tussen de Middellandse Zee in het noorden, het gebergte Jebel Achdar (Groene Berg) in het westen en de Saharawoestijn in het zuiden. De stad ligt op 32 kilometer ten oosten van Benghazi. De omgeving rond de stad vormt de natste en bosrijkste regio van heel Libië. De stad staat bekend om de groene berghellingen die uitzicht bieden op de zee.

### Stad

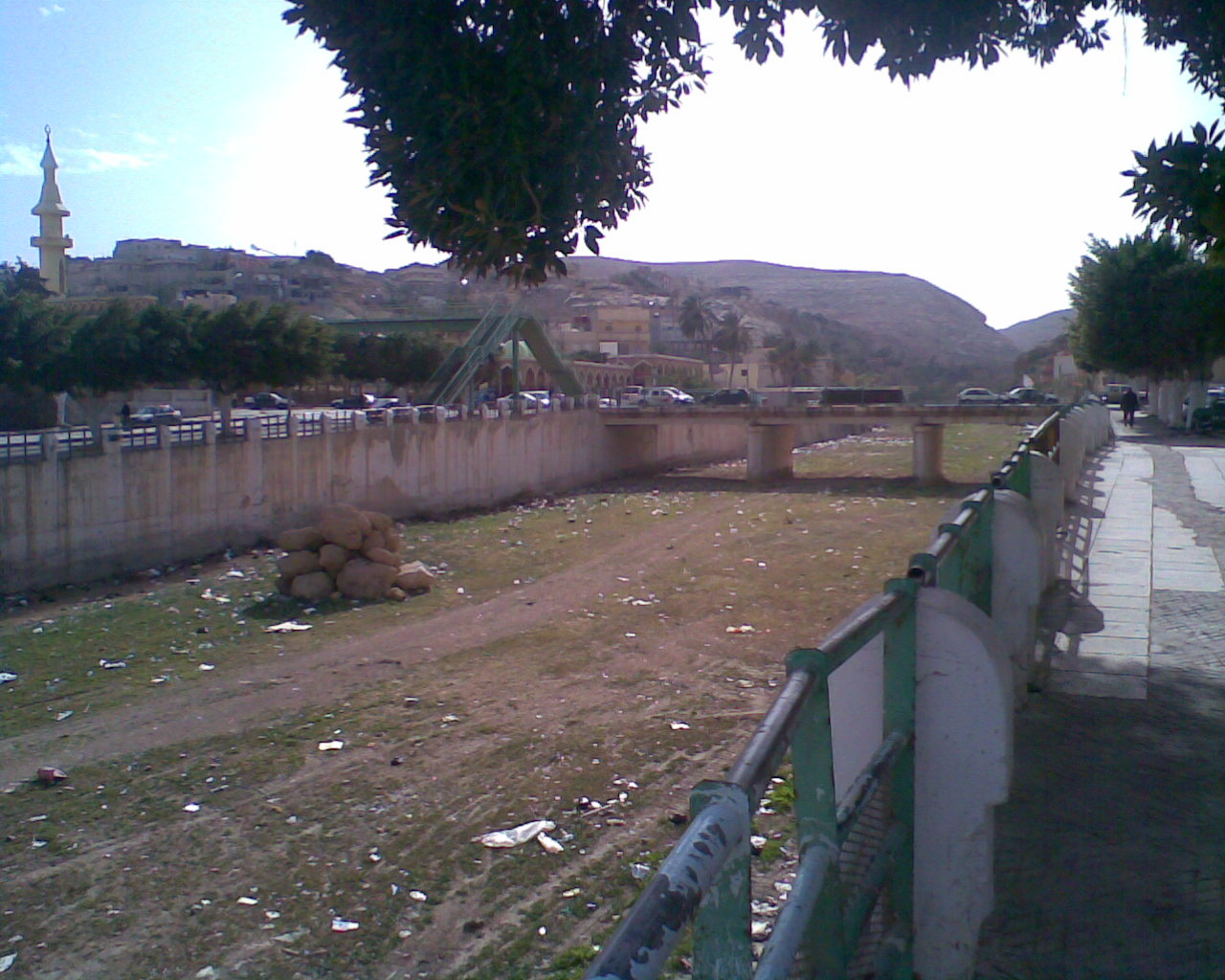
Wadi Derna (2010)

De medina (oude stad) bestaat uit twee delen die van elkaar gescheiden worden door de gelijknamige wadi Derna. In 1916 werd door de Italianen een brug over de wadi gelegd om de beide delen met elkaar te verbinden. In de wadi bevindt zich ook een waterval, die populair is bij toeristen.
De medina vormde lange tijd een toeristische hotspot vanwege de vele voorbeelden van islamitische architectuur. Het rechterdeel van de medina heet Bu Mansur, naar de tombe van Sidi Bu Mansur el Faresi, die zich op de islamitische begraafplaats bevindt. Het linkerdeel heet El-Bilad. In dit deel bevinden zich de belangrijkste gebouwen, zoals het stadshuis en de soek.
De medina omvat verder onder andere de oudste moskee van Derna; de Al-masjeed al-ateeq ("oude moskee"), ook Attiqmoskee of el Chebir genoemd, die werd herbouwd door gouverneur Muhammad bey (Karamanli) en in 1772 werd gerestaureerd door wali Mahmoud Karamanli. De moskee wordt overwelfd door 42 kleine koepels. Dit soort gewelven werd toegepast in verband met het gebrek aan materialen als hout of steen in Cyrenaica. De moskee heeft een grote minaret, de enige minaret in de stad. Een andere bijzondere moskee is de Masjeed az-zawiyah, die in 1846 werd uitgehouwen in een heuvel in de buurt Hajj Abi Mansur. Ook staat er de Masjeed al-Maghar, die oorspronkelijk Jama Rashid werd genoemd en in 1884 gebouwd werd door pasja Rasheed op de plek van de oudere moskee Jami Abi Gharar. Verder telt de medina een byzantijnse en katholieke kerk, een synagoge, een groot aantal nauwe straatjes en oude soeks (zoals de al Kharraza en de al Farda and Khidra-soeks). Derna telt drie grote pleinen, waarvan de Maydan Assahabah de bekendste is. Dit plein werd onder andere gebruikt voor massademonstraties tegen Qadhafi.
Derna bestaat verder onder andere uit de wijken Wast Il Blaad (medina), Al Ikweih, Al Mighar, Assahel Ashargi, Al Wadi, Bab Tobruq Al Fitayih, en Bab Shaiha.

### Klimaat
De ligging en fysische geografie van Derna zorgen voor een aangenaam klimaat. De gemiddelde jaartemperatuur ligt rond de 20°C. In de warmste maanden loopt de temperatuur op tot 25,7°C. In de winter dalen de temperaturen van 4 tot 14 graden overdag tot 0 graden 's nachts. 's Winters is naast regen en hagel soms ook sneeuw mogelijk. De neerslag bedraagt ongeveer 202 mm per jaar, wat ongeveer de helft is van wat er jaarlijks in Tripoli valt. De akkers rond de stad worden daarom bevloeid met water uit de wadi Derna.
| Maand                          | jan  | feb  | mrt  | apr  | mei  | jun  | jul  | aug  | sep  | okt  | nov  | dec  | Jaar |
| ------------------------------ | ---- | ---- | ---- | ---- | ---- | ---- | ---- | ---- | ---- | ---- | ---- | ---- | ---- |
| Gemiddeld maximum (°C)         | 17,5 | 18,2 | 19,4 | 21,7 | 24,3 | 27,3 | 28,2 | 29,1 | 28,1 | 26,1 | 23,1 | 19,2 | 23,5 |
| Gemiddeld minimum (°C)         | 10,7 | 10,8 | 11,7 | 13,8 | 16,2 | 19,7 | 22,3 | 23,2 | 21,9 | 18,6 | 15,5 | 12,2 | 16,4 |
|                                |      |      |      |      |      |      |      |      |      |      |      |      |      |
| Neerslag (mm)                  | 60   | 39   | 28   | 10   | 6    | 2    | 0    | 0    | 4    | 32   | 36   | 57   | 274  |
| Zonuren (uur/dag)              | 4,7  | 6,1  | 6,4  | 7,3  | 8,9  | 9,7  | 9,6  | 9,5  | 8,3  | 6,9  | 6,1  | 4,8  | 7,4  |
| Regendagen (dag)               | 8    | 5    | 5    | 1    | 1    | 0    | 0    | 0    | 1    | 4    | 5    | 8    | 38   |
| Relatieve luchtvochtigheid (%) | 76   | 72   | 74   | 74   | 74   | 75   | 80   | 80   | 75   | 74   | 75   | 78   | 75,6 |
| Bron: Wetterkontor.de          |      |      |      |      |      |      |      |      |      |      |      |      |      |

Derna is door middel van twee wegen verbonden met Shahhat. Een daarvan loopt door Al Qubah en is onderdeel van de Libische Kustweg (Via Balbia) en de andere loopt via de kust, langs Susa en Ras al Helal.

## Naam
In Griekse bronnen komt de stad voor als Darnis (Δάρνις) en Darne, maar soms werd het ook fout geschreven als Dardanis. In de Romeinse tijd werd de stad geschreven als Darnis of Derna. Vanaf de Arabische islamisering kwamen de schrijfwijzen Derne (Derna) en Terneh (Ternah) in zwang.

## Geschiedenis
Tijdens de hellenistische periode vormde de stad onderdeel van de Pentapolis van Cyrenaica. In de Romeinse periode groeide de stad uit tot een handelscentrum en later tot een religieus centrum van Libya Inferior of Libya Secunda, ofwel de regio Marmarica.
Van de 4e of 6e eeuw tot aan ongeveer 600 vormde het een metropolietische titulair aartsbisdom in de vroegere Romeinse provincie binnen het bisdom Egypte. Uit die tijd zijn echter slechts drie, misschien vier bisschoppen bekend. Later werd de plaats verlaten.
In 1493 groeide de stad sterk door de instroom van islamitisch-moorse vluchtelingen uit Spaans Al-Andalus. In de 16e eeuw werd het gebied veroverd door het Ottomaanse Rijk. In de eerste eeuwen viel de stad onder de gouverneur van Tripoli, maar kort na 1711 werd het onderdeel van het sultanaat Tripolitanië  van de Qaramanli. In 1835 werd het onderdeel van een afhankelijk gebiedsdeel van de autonome sandjak van Benghazi, dat hoofdzakelijk bestond uit Cyrenaica, dat direct vanuit Constantinopel werd bestuurd. In 1875 werd deze sandjak omgevormd in de vilajet Cyrenaica. In de jaren 1850 woonden er naar schatting 4500 mensen, die vooral werkten als boer, visser en in de kustvaart.

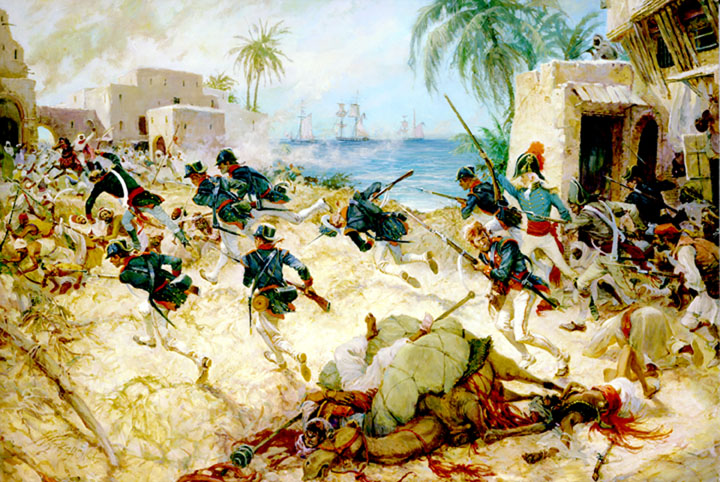
Amerikaanse troepen onder leiding van luitenant Presley O'Bannon in de aanval in Derna (Waterhouse, ca. 1980)

De Franse admiraal Gantheaume voerde in juni 1800 een landing uit bij Derna om zo te proberen de expeditie van Napoleon naar Egypte te ondersteunen door extra troepen over land aan te voeren. Hij werd echter teruggedreven door het lokale garnizoen.
In 1805, tijdens de Eerste Barbarijse Oorlog, marcheerden Amerikaanse troepen onder leiding van de generaal William Eaton ongeveer 800 kilometer door de Libische Woestijn van Alexandrië naar Derna en wisten de stad te veroveren tijdens de Slag bij Derna, waarna de stad echter weer werd teruggegeven aan de Ottomanen. In 1911, tijdens de Italiaans-Turkse Oorlog, werd de stad belegerd door een Italiaans eskader onder leiding van Ernesto Presbitero. Na enige vijandelijkheden liet deze de stad op 16 oktober bombarderen en op 4 november gingen Italiaanse troepen aan land en veroverden Derna. De stad werd vervolgens ingelijfd bij Italiaans-Libië.
Tijdens de Italiaanse bezetting werd de ontwikkeling van de stad doorgezet en veranderde haar aanzicht sterk. Naast de oude stad, die ongeveer een mijl uit de kust ligt, werd aan zeezijde een nieuwe Europese wijk gebouwd met onder andere een stadshuis, een militaire post en een postkantoor. De stad was na Benghazi de op een na grootste stad van Cyrenaica. In 1939 werd de stad onderdeel van de provincie Derna, die met de andere drie Libische provincies onderdeel vormde van het Koninkrijk Italië.
Op 30 januari 1941, tijdens de Noord-Afrikaanse Veldtocht, veroverden Australische troepen Derna op de Italianen. On 6 april 1941 werd de stad echter heroverd op de aanwezige Britse troepen door Duitse troepen. Op 15 november 1942 wisten de Britten Derna echter opnieuw en ditmaal definitief te veroveren.
In 2007 ontdekten Amerikaanse troepen in Irak een lijst met buitenlandse strijders die deelnamen aan de Iraakse opstand. Van de 112 Libiërs die prijkten op deze lijst, kwamen er 52 uit Derna. Derna heeft dan ook de reputatie de meest vrome moslimstad van Libië te zijn.
Na het uitbreken van de massaprotesten in Libië op 18 februari 2011 was de stad een van de eerste die zich afkeerde van de regering Qadhafi en zich stelde onder het bestuur van de Nationale Overgangsraad. Op 23 februari werd er echter een islamitisch emiraat uitgeroepen onder leiding van Abdel-Hakim al-Hasidi, oud gevangene uit het gevangenenkamp Guantanamo Bay. Milities van de Ansar al-Sharia, Al-Jama'a al-Islamiyyah al-Muqatilah bi-Libya (Leger van de Islamitische Staat in Libië) en de Abu Selim-brigade vestigden zich in bases rond de stad. De Libische vice-minister van Buitenlandse Zaken zei zelfs te vrezen voor een 'talibanisering' van Derna. Dit werd echter ontkend door de lokale bevolking en internationale deskundigen vermoedden dat het Qadhafiregime hiermee probeerde om de val van zijn instortende heerschappij op het conto van de organisatie van Osama bin Laden te schuiven. Begin december 2013 was de bevolking het zat. Op 3 december werd Al Ansar verdreven door een boze menigte die eiste dat de gewapende milities uit de stad moesten vertrekken en dat de Libische overheid politieagenten en militairen naar de stad moest sturen om de orde te herstellen. De overheid durfde zich echter ook daarna nauwelijks in de stad te vertonen en Derna vormt mede daarom nog steeds een bolwerk voor islamisten.
Eind 2014 sluiten steeds meer extremisten zich aan bij de Islamitische Staat en zweren trouw aan Abu Bakr al-Baghdadi. Ook de zwarte IS-vlag duikt op. In februari 2015 werden op een onbekende plaats aan de Libische kust 21 Koptische christenen onthoofd. Het Egyptische leger voerde 16 februari als reactie hierop op luchtaanvallen uit op de stad.
In september 2023 werd de stad tijdens de orkaan Daniel getroffen door zware regenval, waardoor twee (kleine) stuwdammen braken. Door de overstromingen werd een vijfde deel van de stad weggespoeld. Het officiële dodental was 5.923, maar schattingen lopen op tot 24.000 doden.

## Economie
De stad heeft een haven aan de Middellandse Zee. Het vormt tegenwoordig een belangrijk handelscentrum voor de verkoop van citrus- en andere vruchten. Er bevinden zich fabrieken waar onder andere cement, meel en zeep worden geproduceerd. Het belangrijkste handwerk wordt gevormd door kunstzinnige metaalbewerking. In het verleden bevond zich er ook een kuuroord.

## Bevolking
De stad heeft een etnisch gemengde bevolking. tot de jaren 1970 telde de stad ook een Italiaanse minderheid, die op het hoogtepunt ongeveer 3000 personen omvatte.
| 1967   | 1984   | 2005   |
| ------ | ------ | ------ |
| 24.400 | 62.200 | 79.000 |

## Sport
De stad telt vier voetbalclubs: Darnis, Al Afriqi, Al Shallal en Nusoor Martouba. De meest populaire en succesvolle club is Darnis. De belangrijkste derby is die tussen Darnis en Al Afriqi.

## Geboren
- Omar Faiek Shennib (1883), Libisch minister van Defensie